# باري سكوت
باري سكوت (بالإنجليزية: Barry Scott)‏ (9 أكتوبر 1916 بملبورن في أستراليا - 6 أبريل 1984) هو لاعب كريكت أسترالي. لعب مع فريق فكتوريا للكريكت.

## وصلات خارجية
- باري سكوت على موقع إي آس بي آن كريك إنفو (الإنجليزية)